# David W. Stewart
David Wallace Stewart, född 22 januari 1887 i New Concord, Ohio, död 10 februari 1974 i Sioux City, Iowa, var en amerikansk republikansk politiker. Han representerade delstaten Iowa i USA:s senat 1926–1927.
Stewart avlade 1911 grundexamen vid Geneva College. Han avlade sedan 1917 juristexamen vid University of Chicago. Han deltog i första världskriget i USA:s marinkår. Han arbetade sedan som advokat i Sioux City.
Senator Albert B. Cummins förlorade i republikanernas primärval inför senatsvalet 1926 mot Smith W. Brookhart. Kort därefter avled Cummins i ämbetet. Stewart blev sedan utnämnd till senaten fram till slutet av Cummins ämbetsperiod. Brookhart vann senatsvalet och efterträdde Stewart som senator i mars 1927. Efter den korta tiden i senaten återvände Stewart till arbetet som advokat.
Stewarts grav finns på Logan Park Cemetery i Sioux City.